# Sosial
Sosial is een bestuurslaag in het regentschap Bener Meriah van de provincie Atjeh, Indonesië. Sosial telt 100 inwoners (volkstelling 2010).